# Fáklya (folyóirat, 1951–1956)
Fáklya politikai és kulturális havilap volt 1951. szeptembere és 1956. decembere között.
A Csemadok Központi Bizottságának kiadásában jelent meg Pozsonyban. A csehszlovákiai magyarok második világháború utáni első fontos irodalmi fóruma, mely felvállalta a csehszlovákiai magyar szellemiség gondjait.

## Munkatársai
Szerkesztői: 1951-ben Szabó Béla, 1952-től Bátky László, 1956-ban Bojsza Imre.
Szerzői többek között: Babos László, Fábry Zoltán, Holbay László, Ordódy Katalin